# Jahmesz (főpap)
Jahmesz („A Hold gyermeke”) ókori egyiptomi herceg, Ré-főpap a XVIII. dinasztia idején; valószínűleg II. Amenhotep fia.
Testvére, IV. Thotmesz uralkodása idején töltötte be Héliopolisz főpapjának tisztségét. Fennmaradt egy sztéléje, mely eredetileg valószínűleg Héliopoliszban állt (ma Berlinben található), és egy törött szobra, mely valószínűleg Koptoszban állt (ma Kairóban).